# 柳城 (三国)
柳城是一座三国时代的城池，位在今辽宁省朝阳县的柳城街道，曹操北征乌桓后从柳城回师，路过碣石（今秦皇岛市山海关一带）写下观沧海。
东晋咸康七年(341年)，前燕王慕容皝在“柳城之北、龙山之西”建城，改柳城为龙城县。为今日朝阳市龙城区。